# Phycita
Phycita är ett släkte av fjärilar som beskrevs av Curtis 1828. Phycita ingår i familjen mott.

## Bildgalleri

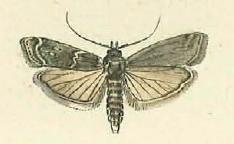

## Dottertaxa tillPhycita, i alfabetisk ordning[1][2]
- Phycita acericola
- Phycita aceris
- Phycita amygdali
- Phycita angustatus
- Phycita ardekanella
- Phycita ardentia
- Phycita arnoldella
- Phycita asseclella
- Phycita atimeta
- Phycita atrisquamella
- Phycita attenuata
- Phycita balutchistanella
- Phycita basistrigata
- Phycita biscraella
- Phycita burkhunella
- Phycita caiella
- Phycita calycoptila
- Phycita cavifrons
- Phycita cirrhodelta
- Phycita clientella
- Phycita clientulella
- Phycita comeella
- Phycita coronatella
- Phycita cristella
- Phycita cryptadia
- Phycita definalis
- Phycita deltophora
- Phycita deodaralis
- Phycita diaphana
- Phycita dinawa
- Phycita endomelaena
- Phycita epipalpella
- Phycita eremica
- Phycita erichbaueri
- Phycita erythrolophia
- Phycita eulepidella
- Phycita euzonalis
- Phycita exaggerata
- Phycita gilvibasella
- Phycita gloriosella
- Phycita hemicallista
- Phycita hemipexella
- Phycita hemixanthella
- Phycita hyrcanella
- Phycita hyssarica
- Phycita illyriella
- Phycita inscriptella
- Phycita jasminophaga
- Phycita jerichoella
- Phycita judaica
- Phycita kruegeri
- Phycita kurdistanella
- Phycita legatea
- Phycita legatella
- Phycita lenitella
- Phycita leucomilta
- Phycita lugubris
- Phycita luridella
- Phycita luxorella
- Phycita macrodontella
- Phycita marilella
- Phycita melanosticta
- Phycita meliella
- Phycita melongenae
- Phycita metzneri
- Phycita mianella
- Phycita michaeli
- Phycita mixoleuca
- Phycita nagaradja
- Phycita nephodeella
- Phycita nodicornella
- Phycita ochralis
- Phycita orthoclina
- Phycita pachylepidella
- Phycita pallidisignata
- Phycita pectenella
- Phycita pectinicornella
- Phycita pedisignella
- Phycita phaeella
- Phycita phoenicocraspis
- Phycita pirizanella
- Phycita poteriella
- Phycita procrisalis
- Phycita punctella
- Phycita randensis
- Phycita recondita
- Phycita rectella
- Phycita ricinivorella
- Phycita rimini
- Phycita roborella
- Phycita salitella
- Phycita shirazella
- Phycita similis
- Phycita singularis
- Phycita spiculata
- Phycita spissicella
- Phycita spissicornis
- Phycita spissoterminata
- Phycita steniella
- Phycita strigata
- Phycita suppenditata
- Phycita taftanella
- Phycita taiwanella
- Phycita teheranella
- Phycita torrenti
- Phycita trachystola
- Phycita transobliquella
- Phycita umbratalis
- Phycita vayu
- Phycita venalbellus
- Phycita zizyphella